# Альвиано
Альвиано (итал. Alviano) — город в Италии, расположен в регионе Умбрия, подчинён административному центру Терни (провинция).
Население составляет 1508 человек, плотность населения составляет 66 чел./км². Почтовый индекс — 5020. Телефонный код — 00744.
В коммуне 15 августа особо празднуется Успение Пресвятой Богородицы. Покровителем города почитается святой Ансан из Сиены (Sant Ansano). Праздник города ежегодно празднуется 1 декабря.